# تالوساری
تالوساری (به فنلاندی: Talosaari) یک منطقهٔ مسکونی در فنلاند است که در هلسینکی واقع شده‌است. تالوساری ۵۸ نفر جمعیت دارد.